# Цваліни (Підляське воєводство)
Цваліни (пол. Cwaliny) — село в Польщі, у гміні Стависьки Кольненського повіту Підляського воєводства.
Населення — 31 особа (2011).
У 1975-1998 роках село належало до Ломжинського воєводства.

## Демографія
Демографічна структура станом на 31 березня 2011 року:
|          | Загалом | Допрацездатний вік | Працездатний вік | Постпрацездатний вік |
| -------- | ------- | ------------------ | ---------------- | -------------------- |
| Чоловіки | 15      | 1                  | 11               | 3                    |
| Жінки    | 16      | 2                  | 8                | 6                    |
| Разом    | 31      | 3                  | 19               | 9                    |